# Jānis Krūmiņš
Jānis Krūmiņš (ur. 13 stycznia 1930 we wsi Raiskums, zm. 21 listopada 1994 w Rydze) – łotewski koszykarz. W barwach ZSRR trzykrotny srebrny medalista olimpijski.
Występował na pozycji centra. W karierze był związany z ASK i VEF Ryga. W barwach pierwszego klubu m.in. był mistrzem ZSRR i trzykrotnie zdobywał Puchar Europy Mistrzów Krajowych (1958, 1959 i 1960). Z reprezentacją ZSRR trzykrotnie sięgał po srebro igrzysk olimpijskich (1956, 1960 i 1964) oraz również trzykrotnie był mistrzem Europy (1959, 1961, 1963).

## Osiągnięcia
Reprezentacja
- Zaliczony do I składu mistrzostw świata (1959)